# گایوس ژولیوس سزار (پروکنسول)
گایوس ژولیوس سزار سوم (۱۴۰ پیش از میلاد - ۸۵ پیش از میلاد)، یک سناتور رومی بود. او حامی شوهرخواهرش گایوس ماریوس و پدر ژولیوس سزار بود.
وی با آئورلیا کوتا، یکی از اعضای خاندان‌های آئورلیی و روتیلیی ازدواج کرد. آنها صاحب دو دختر به‌نامهای ژولیای بزرگتر و ژولیای کوچکتر و یک پسر به‌نام گایوس که متولد ۱۰۰ پیش از میلاد بود شدند. او برادر سکستوس ژولیوس سزار (کنسول در ۹۱ پیش از میلاد) و پسر گایوس ژولیوس سزار بود. (نام او، پسرش، پدرش و احتمالاً پدربزرگش گایوس ژولیوس سزار بود)
سزار به‌طور ناگهانی در سال ۸۵ قبل از میلاد در رم، هنگامی که داشت کفش‌هایش را می‌پوشید درگذشت. یک سزار دیگر احتمالاً پدرش نیز به‌همین‌صورت در پیزا درگذشته بود. هنگامی که او مرد ارث زیادی را باقی گذاشت اما پس از شکست جناح ماریوس در جنگ داخلی سال ۸۰ پیش از میلاد، اموالش به‌وسیلهٔ دیکتاتور سولا مصادره گشت.

## خانواده
نوشتار اصلی: تبارنامهٔ خانواده ژولیو-کلائودیایی